# Okuniew
Okuniew es un pueblo de Polonia, en Mazovia.  Se encuentra en el distrito (Gmina) de Halinów, perteneciente al condado (Powiat) de Mińsk. Se encuentra aproximadamente  6 km al noroeste de Halinów, a 21 km al noroeste de Mińsk Mazowiecki, y a 21 km  al este de Varsovia. Su población es de 1900 habitantes.
Entre 1975 y 1998 perteneció al voivodato de Varsovia.